# Jean-Maurice Le Corbeiller
Pour les articles homonymes, voir Le Corbeiller.
Jean-Maurice Le Corbeiller est un homme politique français né le 14 septembre 1859 à Bourg-la-Reine (Hauts-de-Seine) et mort le 10 mars 1936 à Paris.
Auteur dramatique de théâtre, rédacteur au journal des Débats de 1886 à 1892, il collabore aussi au Gaulois et au Figaro. Il entre en politique en 1899 au sein de la Ligue de la patrie française, où il donne de nombreuses conférences. Il est élu conseiller municipal de Paris en 1908, Président du Conseil municipal en 1920-1921, et député de la Seine de 1921 à 1936, inscrit à l'Entente républicaine démocratique, puis à la fédération républicaine.
En mai 1920, il est nommé membre du comité directeur de la Ligue des patriotes présidée par Maurice Barrès. Son fils, Philippe Le Corbeiller, a travaillé pour la Radiodiffusion Française.

## Sources
- « Jean-Maurice Le Corbeiller », dans le Dictionnaire des parlementaires français (1889-1940), sous la direction de Jean Jolly, PUF, 1960 [détail de l’édition]